# Yes Sir, I Can Boogie
"Yes Sir, I Can Boogie" är en hitsingel från 1977 med Baccara. Den skrevs av Frank Dostal och Rolf Soja, och Rolf Soja var även med och producerade denna discolåt som slog runtom i Europa. Singeln har sålt över 16 miljoner exemplar världen över.

## Låtlista
7"-singel (Europa & USA)
1. "Yes Sir, I Can Boogie" — 4:28
2. "Cara Mia" — 7:59

12"-maxisingel (bara i USA)
1. "Yes Sir, I Can Boogie" — 6:50
2. "Yes Sir, I Can Boogie" — 6:50

## Listplaceringar
| Lista (1977-1978) | Topplacering |
| ----------------- | ------------ |
| Norge             | 1            |
| Nya Zeeland       | 33           |
| Schweiz           | 1            |
| Storbritannien    | 1            |
| Sverige           | 1            |
| Österrike         | 2            |

## Coverversioner
- Brotherhood of Man tolkade låten 1981 på albumet 20 Disco Greats / 20 Love Songs.
- Dana International tolkade låten 1993 å albumet Dana International.
- Björn Again tolkade låten på albumet "Flash Back!/Live"
- Nina Miranda, känd från Smoke City, tolkade låten som soundtrack till filmen Born Romantic år 2000.
- Goldfrapp har spelat in låten som Yes Sir 2003 till singeln "Twist".
- Sophie Ellis-Bextor har tolkat låten live, samt spelat in den och släppt den som B-sida till singeln I Won't Change You.
- I filmen Kinky Boots, sjungs den av Chiwetel Ejiofor i sista monologen, samt under sluttexten.
- Tanja Thomas tolkade låten 2006 på albumet My Passion.
- Finländske M.A. Numminen spelade in låten på finska, svenska och tyska.
- Mexikanska bandet La Gusana Ciega spelade 2008 in låten på coveralbumet Jaibol
- The Ukulele Orchestra of Great Britain spelade 2008 in låven på livealbumet Live in London #1.
- En liknande cover gjordes 1977 på albumet Top of the Pops, Volume 62, med icke-angivna sångare och musiker. När albumet släpptes till iTunes in 2008, tillskrevs den versionen Top of the Poppers.

### Fotnoter
1. ↑  ”Listplacering”. http://norwegiancharts.com/showitem.asp?interpret=Baccara&titel=Yes+Sir%2C+I+Can+Boogie&cat=s. Läst 30 maj 2011.
2. ↑  ”Listplacering”. Arkiverad från originalet den 3 maj 2012. https://www.webcitation.org/67NAexYHT?url=http://charts.org.nz/showitem.asp?interpret=Baccara. Läst 30 maj 2011.
3. ↑  ”Listplacering”. http://hitparade.ch/showitem.asp?interpret=Baccara&titel=Yes+Sir%2C+I+Can+Boogie&cat=s. Läst 29 maj 2011.
4. ↑  ”Listplacering”. Arkiverad från originalet den 25 maj 2012. https://archive.is/20120525153155/http://www.chartstats.com/release.php?release=7337. Läst 30 maj 2011.
5. ↑  ”Listplacering”. http://hitparad.se/showitem.asp?interpret=Baccara&titel=Yes+Sir%2C+I+Can+Boogie&cat=s. Läst 30 maj 2011.
6. ↑  ”Listplacering”. http://austriancharts.at/showitem.asp?interpret=Baccara&titel=Yes+Sir%2C+I+Can+Boogie&cat=s. Läst 30 maj 2011.